# Časová řada
Časová řada jsou věcně a prostorově srovnatelná pozorování (dat), která jsou jednoznačně uspořádána z hlediska času ve směru minulost – přítomnost.

## Analýza časových řad
Analýza časových řad – soubor metod, které slouží k popisu těchto řad a případně k předpovídání jejich budoucího chování.

### Základní analýza
Obvykle prvním úkolem při analýze časové řady je získat rychlou a orientační představu o charakteru procesu, který tato řada reprezentuje.
Vizuální analýza
- Grafy
- Elementární charakteristiky (diference různého řádu, tempa a průměrná tempa růstu, průměr časové řady aj.)

### Stacionarita
Definice: časová řada yt je stacionární, jestliže její rozdělení pravděpodobnosti je v čase neměnné, tj. společné (rozdělení) pravděpodobnosti (yR+1,=, yR+2, …, yR+T) není závislé na R.

## Modely časových řad

### Modely náhodných procházek
Jde o jednoduchý stochastický proces. Proces je nestacionární, neboť průměr a rozptyl nejsou konstantní.
Použije-li se proces tohoto typu k popisu dynamického chování, např. cen akcií nebo spotřebitelských cen, jde o nestacionární model časových řad. Avšak časové řady cenových změn jsou již generovány stacionárním ryze náhodným procesem, nazývaným také jako bílý šum.

### Exponenciální vyrovnávání
Exponenciální vyrovnávání popisuje následující člen řady jako průměr předchozích členů s vahami klesajícími exponenciálně se vzdálenosti v čase. Složitější verze této metody dokáží vzít v úvahu i trend a sezónnost.

### Modely klouzavých průměrů (MA)
Jedna z možností modelování dynamiky stacionárních časových řad. Např. analýza vývoje změn cen akcií, kdy tato posloupnost změn cen s nulovým průměrem a konstantním rozptylem lze zapsat: 
Yt = ut

ut jsou identicky rozdělené náhodné složky, sériově nezkorelované. Odrážejí působení neočekávaných vlivů na cenu akcií např. informace o finanční situaci podniku.

### Autoregresní modely (AR)
Jiný přístup k modelování časové struktury stacionárních časových řad. Vyjádření yt jako funkce několika předcházejících pozorování.

#### Smíšené procesy ARMA (p,q)
V praxi se při modelování čas. řad setkáváme s případy, kdy stacionární náhodný proces, generující jejich jednotlivá pozorování, nevyhovují zcela předpokladům MA, resp. AR, modelů. V této situaci je adekvátní taková specifikace modelu časové řady, jejíž složky vycházejí z principu kombinace AR a MA procesů.
Smíšený model čas. řady, se nazývá ARMA (p,q) model, přičemž p výrazů je autoregresního typu a q reprezentuje zpožděné klouzavé průměry.

#### Autoregresní integrované modely klouzavých průměrů - ARIMA
Kromě stacionárních stochastických procesů se používají při specifikaci modelů časových i nestacionární procesy náhodných procházek (I ve zkratce ARIMA).
Nejsou-li stacionární časové řady smíšeného typu, takže jejich pozorování jsou generována pouze buď AR, resp. MA, procesem, pak Yt mají charakter integrovaného autoregresního procesu řádu (p,d), značeného jako ARI (p,d,0) nebo integrovaného procesu klouzavých průměrů řádu (d,q), který se značí IMA (0,d,q).
Zvláštním případem procesu ARIMA, kterým lze generovat časové řady vykazující trend, je proces SARIMA, používaný k modelování čas. řad multiplikativně sezónního typu, tj. zatížených stochastickou sezónností (opět možné modifikace na SAR, SMA, resp. SARMA).
Výstavba modelu ARIMA (p,d,q)

1. fáze – linearizace časové řady

2. fáze – určení řádu integrace (homogenity) časové řady 

Stacionární časová řada = integrovaná řádu 0

Nestacionární č. ř. = integrovaná řádu d

3. fáze – nalezení hodnot p a q, tj. délky zpoždění AR a MA

4. fáze – odhad modelu

5. fáze – verifikace modelu

6. fáze – aplikace - prognózy